# Dionizije
Dionizije, papa od 22. srpnja 259. do 26. prosinca 268.

## Životopis
Vjeruje se, da je rođen u Grčkoj. Nasljednik je Siksta II., koji je poginuo u progonima cara Valerijana. Godinu dana, Crkva je bila bez pape, koji nije mogao biti izabran, sve dok se progoni nisu smirili. Uskoro nakon što je Dionizije izabran za papu, car Valerijan je ubijen, a novi car Galijen je proglasio edikt o toleranciji i dao Crkvi legalan status. 
Papa Dionizije uveo je red u Crkvi, nakon progona. Poslao je mnogo novaca u Kapadociju, gdje su pretrpjeli velike štete od navala Gota. Prvi je papa, koji nije bio mučen, a slavi se kao svetac 26. prosinca. Pokopan je u Kalistovim katakombama.